# Maurice Guigue
Pour les articles homonymes, voir Guigue.
Maurice Alexandre Guigue, né le 4 août 1912 à Arles et mort le 26 février 2011 dans le 12e arrondissement de Marseille, est un arbitre de football français.
Il est connu pour être le second arbitre français à arbitrer une finale de Coupe du monde, celle de 1958, en Suède.

## Carrière
Il est d'abord joueur amateur au SC Arles, au SC Orange et à la JS Toulonnaise. Il devint gendarme en 1942.
Devenu arbitre, il arbitre, entre autres matchs, la finale de la Coupe de France de football 1955-1956 entre l'UA Sedan-Torcy et l'AS Troyes-Savinienne ou le Challenge des champions 1958.
Enfin il est connu pour avoir arbitré la finale de la Coupe du monde de football de 1958 en Suède. Il est le second français, après Georges Capdeville, à arbitrer une finale de Coupe du monde. Au cours de cette Coupe du monde, Maurice Guigue arbitre quatre matchs dont la finale.
À la suite d'un match entre le Real Madrid et la Juventus en 1962 où l'arbitre français réalisa une "mauvaise" prestation selon la presse, il mit un terme à sa carrière.

## Décoration
- Officier de l'ordre du Mérite sportif‎ (1958)[5]